# Muzaffar al-Din Muhammad ibn al-Mubariz
Muzaffar al-Din Muhammad ibn al-Mubariz fou un emir fadlawàyhida fill (però no se sap si successor) de Mubariz I. Apareix esmentat a partir del 1228/1229.
Després d'uns anys en què la dinastia governava independent però en un territori reduït, va retornar als antics dominis del Fars cap al que es va estendre; atacat pels mongols de Pèrsia, la seva capital Idj o Idaj fou assetjada per les forces d'Hulagu i va morir a la lluita (1260).